# ROCK YOU!
『ROCK YOU!』（ロック・ユー!、原題：A Knight's Tale）は、2001年のアメリカ映画。監督はブライアン・ヘルゲランド。
中世を舞台にしているが、音楽にクイーン等の現代的なロックが効果的に取り入れられ、馬上槍試合を現代スポーツイベントのように描写するなど、従来の歴史映画とは趣の異なる映画となっている。原題はジェフリー・チョーサーの『カンタベリー物語』の中の一話「騎士の話(The Knight's Tale)」に由来する。
ヒース・レジャーのハリウッドでの初主演映画である。

## あらすじ
14世紀のフランス・イングランドでは、貴族や騎士しか参加できない馬上槍試合が盛んに行われていた。貧しい屋根葺き職人の家に生まれたウィリアムは、いつか騎士になることを夢見ていた。息子の願いを知った父は、ウィリアムを従者として騎士エクター卿に託した。年月が流れてウィリアムが青年に成長した頃、ある試合の最中にエクター卿が死亡してしまう。ウィリアムは主人エクター卿の甲冑を身に着けると、エクター卿を装って試合に出場して、未経験ながら辛くも勝利を収めた、ウィリアムは騎士としての立身出世を目指して馬上槍試合の世界に飛び込み、ひと月後ルーワンで開かれる大会へ出場することを決意する。従者仲間であるローワンそしてワットと共に旅を続ける中、ジェフリー・チョーサーを名乗る貧乏作家が道連れとなり、ウィリアムにゲルダーランド出身の「ウルリヒ・フォン・リキテンスタイン」という偽装の肩書きを与える。
猛特訓が功を奏し、ルーワンの試合で次々と敵を下して勝ち進むフォン・リキテンスタインことウィリアム。アンジューの強豪アダマー伯爵に敗北を喫するも、貴婦人ジョスリンとの恋、そしてお忍びで試合に参加したエドワード黒太子との出会いを経て、彼は大きく成長していく。新たに仲間に加わった女鍛冶師ケイトがウィリアムのために軽く機能的な甲冑を作り、彼はヨーロッパ各地の試合で勝利を重ねる。出征のため試合から一時遠ざかっていたアダマーは、前線でウィリアムの連勝を知って対抗心を募らせる。彼もまたジョスリンに思いを寄せていたのだったが、彼女の心はウィリアムに向けられていた。しかしロンドンで開かれる世界大会の最中、年老い視力を失った父をチープサイド街に見舞ったウィリアムは、そのせいで平民だという事が発覚してしまう。貴族の身分を騙って試合に参加していた以上、捕まれば処刑されてしまう。身分は平民でも騎士としての心を持つようになったウィリアムは、逃亡を勧める仲間たちの提案を断り、騎士として堂々と振る舞う事を決意していた。
捕縛されたウィリアムに群衆が罵声を浴びせ、仲間たちが彼を守ろうとする中、エドワード黒太子が現れる。エドワードはウィリアムと仲間たちの心意気を称賛し、ウィリアムを騎士に叙する。ついに正式な騎士となったウィリアムは大会に戻り、口上役のジェフリーが彼の本当の素性と名前を明かすと、観衆は大喝采を送るのだった。ウィリアムと対決するアダマーは、試合の規則を破って実戦用の槍を使い、ウィリアムは肩に重傷を負ってしまう。二点を先制されて追い詰められたウィリアムは破損した鎧を脱ぎ捨て、ウィリアムの父を連れてきたジョスリンが見守る中、最後の槍合わせでアダマーを落馬させ、見事に勝利を獲得した。歓喜に沸くウィリアムたちの姿を見て、ジェフリーはこの物語を後世に書き伝えることを決めるのだった。

## キャスト
| 役名                                       | 俳優                               | 日本語吹き替え                                                 | 日本語吹き替え                                         |
| 役名                                       | 俳優                               | ソフト版                                                       | 日本テレビ版                                           |
| ------------------------------------------ | ---------------------------------- | -------------------------------------------------------------- | ------------------------------------------------------ |
| ウィリアム・サッチャー                     | ヒース・レジャー                   | 室園丈裕                                                       | 阪口周平                                               |
| アンジュー伯爵アダマー                     | ルーファス・シーウェル             | 内田直哉                                                       | 家中宏                                                 |
| 貴婦人ジョスリン                           | シャニン・ソサモン                 | 小島幸子                                                       | 甲斐田裕子                                             |
| 従者ローランド                             | マーク・アディ                     | 北川勝博                                                       | 斎藤志郎                                               |
| 従者ワット                                 | アラン・テュディック               | 高木渉                                                         | 佐藤せつじ                                             |
| 詩人ジェフリー・チョーサー                 | ポール・ベタニー                   | 江原正士                                                       | 山寺宏一                                               |
| 鍛冶屋ケイト                               | ローラ・フレイザー                 | 山像かおり                                                     | 甲斐田ゆき                                             |
| 従者クリスティアーナ                       | ベレニス・ベジョ                   |                                                                | 葛谷知花                                               |
| 少年時代のウィリアム                       | リー・コンウェル                   | 津村まこと                                                     | 小林由美子                                             |
| ジョン・サッチャー                         | クリストファー・カザノフ           |                                                                | 麦人                                                   |
| エクター卿                                 | ニック・ブリンブル                 | 大川透                                                         | 菅生隆之                                               |
| トーマス・コルヴィル卿（エドワード黒太子） | ジェームズ・ピュアフォイ           | 小野健一                                                       | 木下浩之                                               |
| ジャーメイン                               | スコット・ハンディ                 | 家中宏                                                         |                                                        |
| 召喚史サイモン                             | スティーブン・オドネル             | 茶風林                                                         |                                                        |
| 免罪符売りピーター                         | ジョナサン・スリンガー             | くわはら利晃                                                   | 多田野曜平                                             |
| 古い司教                                   | ロジャー・アッシュトン・グリフィス | 金子由之                                                       |                                                        |
| 武術大会の受付                             |                                    | 大川透                                                         | 佐々木睦                                               |
| その他                                     | N/A                                | 高森奈緒 大山高男 齋藤龍吾 樫井笙人 小池亜希子 渡辺穣 木村雅史 | 村治学 清水明彦 長克巳 朝倉栄介 渡辺穣 広橋涼 佐藤美一 |
|                                            |                                    |                                                                |                                                        |
| 演出                                       | 演出                               | 清水洋史                                                       | 木村絵理子                                             |
| 翻訳                                       | 翻訳                               | 松崎広幸                                                       | 岸田恵子                                               |
| 調整                                       | 調整                               | 吉田佳代子                                                     | 金谷和美                                               |
| 効果                                       | 効果                               |                                                                | サウンドボックス                                       |
| プロデュース                               | プロデュース                       | 吉岡美惠子 川島浩美                                            |                                                        |
| 制作担当                                   | 制作担当                           | 林隆司                                                         |                                                        |
| 制作                                       | 制作                               | 東北新社                                                       | 東北新社                                               |

- ソフト版吹き替え - VHS・DVD・BD収録
- 日本テレビ版吹き替え - 初回放送2006年8月18日『金曜ロードショー』